# Dr. Slump
Dr. Slump (Dr. (ドクター) スランプ) là một loạt manga Nhật Bản ăn khách do Akira Toriyama sáng tác từ năm 1980 in trên tạp chí Weekly Shonen Jump. Đến năm 1984 thì truyện kết thúc và được gộp lại thành 18 tập tankōbon. Bộ truyện này đã giúp Toriyama khởi nghiệp và được trao Giải thưởng Manga Shogakukan cho thể loại manga shōnen và shōjo năm 1982.. Nhà xuất bản Kim Đồng đã đăng ký bản quyền phát hành tại Việt Nam với tên bản quyền hiện tại là tên gốc.
Dr. Slump được chuyển thể thành phim hoạt hình bao gồm 243 tập phát sóng trên đài FujiTV bởi hãng Toei từ 1981 - 1986. 13 năm sau khi manga kết thúc, một phiên bản làm lại của phim hoạt hình cũng được chiếu gồm 74 tập lên sóng từ 1997 - 1999. Ngoài ra còn có 11 đoạn animated.

## Liên kết chéo giữa các bộ truyện
Sau khi Dr. Slump kết thúc, các nhân vật trong Dr. Slump quay trở lại xuất hiện trong bộ manga tiếp theo của Toriyama là Dragon Ball. Trong chương 81-83 của Dragon Ball, Arale và Goku hợp thành đội giúp Goku đánh bại Tướng quân Blue trong giai đoạn chiến đấu với Đội quân Red Ribbon. Sau này trong Dragon Ball Super tập 69, Goku và Arale lại gặp nhau một lần nữa (và có lẽ là lần cuối).

## Truyền thông

### Anime
Tranh truyện Dr. Slump được chia thành hai loạt phim hoạt hình chiếu trên truyền hình; đầu tiên là Dr. Slump & Arale-chan (tiếng Nhật: Dr.スランプ アラレちゃん) chiếu từ năm 1981 đến 1986 chia thành 243 tập và phần hai chiếu từ năm 1997 đến 1999 kéo dài 74 tập. Thêm vào đó đã có 11 tập khác được sản xuất thêm.

#### Nhóm làm việc
- Đạo diễn: Minoru Okazaki, Yoshiki Shibata, Daisuke Nishio, Akinori Nagaoka
- Kịch bản: Masaki Tsuji, Shun'ichi Yukimuro, Tomoko Konparu, Michiru Shimada
- Thiết kế nhân vật: Shinji Koike
- Đạo diễn hoạt họa: Shinji Koike
- Âm nhạc: Shunsuke Kikuchi

#### Phim
1. Dr. Slump Arale-chan Hello! Fushigi Shima (Dr.スランプ アラレちゃん ハロー!不思議島)
2. Dr. Slump "Hoyoyo!" Uchuu Daibouken (Dr.SLUMP "ほよよ!"宇宙大冒険) (1982)
3. Dr. Slump Arale-chan Hoyoyo! Sekai Isshuu Dai Race (Dr.スランプ アラレちゃん ほよよ世界一周大レース) (1983)
4. Dr. Slump Arale-chan Hoyoyo! Nanaba Shiro no Hihou (Dr.スランプ アラレちゃん ほよよ!ナナバ城の秘宝) (1984)
5. Dr. Slump Arale-chan Hoyoyo! Yume no Miyako Mechapolis (Dr.スランプ アラレちゃん ほよよ!夢の都メカポリス) (1985)
6. Dr. Slump Arale-chan N-cha! Penguin Mura wa Hare Nochi Hare (Dr.スランプ アラレちゃん んちゃ!ペンギン村はハレのち晴れ) (1993)
7. Dr. Slump Arale-chan N-cha! Penguin Mura yori Ai wo Komete (Dr.スランプ アラレちゃん んちゃ!ペンギン村より愛をこめて) (1993)
8. Dr. Slump Arale-chan Hoyoyo!! Tasuketa Same ni Tsurerarete... (Dr.スランプ アラレちゃん ほよよ!!助けたサメに連れられて...) (1994)
9. Dr. Slump Arale-chan N-cha! Penguin Mura wa Hare Nochi Hare (Dr.スランプ アラレちゃん んちゃ!!わくわくハートの夏休み) (1994)
10. Dr. Slump Arale no Bikkuriman (ドクタースランプ アラレのびっくりバーン) (1999)
11. Dr. Slump Dr. Mashirito & Abale-chan (Dr.マシリト アバレちゃん) (3 tháng 3 năm 2007)